# SC Union 06 Oberschöneweide
SC Union 06 Oberschöneweide was een Duitse voetbalclub uit de hoofdstad Berlijn, meer bepaald uit het stadsdeel Oberschöneweide. De club geldt als voorganger van huidige club 1. FC Union Berlin. De club was een van de beste Berlijnse clubs in de periode tussen beide wereldoorlogen. In 1955 verloor de club zijn zelfstandigheid toen de voetbalafdeling onder een grotere club viel. In 1966 werd de voetbalafdeling weer zelfstandig als 1. FC Union Berlin.
In 1910 werd ook begonnen met een kegelafdeling. Deze club bestaat wel nog steeds en speelt onder de naam SG Union Oberschöneweide 1910. De mannenafdeling werd van 2022 tot 2024 Duits landskampioen, de vrouwen ook in 2023 en 2024. 

## Geschiedenis

### Gloriejaren
Op 17 juni 1906 fuseerden de drie kleine clubs Frisch Auf, Preußen en Vorwärts tot FC Olympia Oberschöneweide. Aanvankelijk speelden enkel scholieren bij de club. Een maand na de oprichting sloten ze zich daarom aan als jeugdafdeling van BTuFC Helgoland 1897. Door degradatie van Helgoland uit de hoogste klasse wisselden ze een half jaar later naar Berliner TuFC Union 1892, die in 1905 nog landskampioen geworden waren. In 1909 werd de club terug zelfstandig en veranderde in 1920 zijn naam in FC Union Berlin. Daar speelde het team twee jaar als vierde elftal en werd in 1908 kampioen van de laagste klasse van de Berlijnse voetbalbond, een eerste success in de clubgeschiedenis. In februari 1909 splitste het team zich terug af van BTuFC om weer op eigen benen te kunnen staan. Uit vriendschappelijke verbondenheid en uit dank werd de naam voortaan Union Oberschöneweide en werden ook de blauw-witte clubkleuren van Union 92 overgenomen. Het prefix SC volgde nog later.
Na drie promoties in vijf jaar speelde de club vanaf 1914 in de hoogste klasse van de Brandenburgse voetbalbond. De club werd laatste, maar door het uitbreken van de Eerste Wereldoorlog was er dat jaar geen degradatie. Na nog een mindere plaats werd de club in 1916/17 al vicekampioen achter BFC Hertha 92. In 1919/20 volgde een eerste titel. Hierdoor plaatste de club zich voor het eerst voor de nationale eindronde. De club verloor echter in de eerste ronde van Vereinigte Breslauer Sportfreunde. De competitie werd hierna in twee groepen verdeeld. Union werd de volgende jaren tweede achter BFC Vorwärts 1890 en SC Union-SC Charlottenburg. In 1922/23 werd de club wel groepswinnaar en versloeg in de finale om de titel ook BFC Vorwärts. In de nationale eindronde kende de club voor het eerst succes. Na overwinningen op 1. Bielefelder FC Arminia en SpVgg Fürth plaatste de club zich voor de finale tegen Hamburger SV, in het Grunewaldstadion van Berlijn kwamen 64.000 toeschouwers kijken naar de finale die Oberschönewedie met 0:3 verloor. Na een teleurstellende zevende plaats en een tweede plaats achter Hertha BSC eindigde de club steevast in de middenmoot.
In 1933 kwam de NSDAP aan de macht in Duitsland. De regionale voetbalbonden werden afgeschaft en vervangen door 16 Gauliga's. In vele regio's verdwenen clubs voorgoed uit de schijnwerpers maar voor de Berlijnse clubs veranderde er weinig omdat de Gauliga Berlin-Brandenburg grotendeels overeenkwam met het spelersveld van de Brandenburgse voetbalbond. Na twee seizoenen degradeerde de club echter. Union beperkte de afwezigheid bij de elite tot één seizoen en speelde dan drie seizoenen in de middenmoot. In 1939/40 werd de Gauliga in twee reeksen verdeeld en Union werd groepswinnaar. In de finale werd titelverdediger SpVgg Blau-Weiß 1890 Berlin verslagen waardoor de club opnieuw naar de nationale eindronde mocht. In een groep met VfL Stettin en VfB Königsberg werd de club nipt groepswinnaar door een beter doelsaldo dan Königsberg. In de volgende ronde verloor de club echter van het Oostenrijkse SK Rapid Wien, dat sinds de Anschluss ook in de Duitse competitie speelde. Het volgende seizoen eindigde de club in de middenmoot en in 1941/42 volgde een nieuwe degradatie. In 1944 promoveerde de club weer en werd nu derde.

### Naoorlogse geschiedenis
Na WOII werden alle Duits sportorganisaties ontbonden. In Berlijn werd per stadsdeel een nieuwe club opgericht dat telkens de naam SG (Sportgemeinschaft) kreeg. Zo werd SG Oberschöneweide de officieuze opvolger van Union 06. Er waren vier reeksen van de Berliner Stadtliga en met een voorlaatste plaats kwalificeerde de club zich niet voor het tweede seizoen. Het volgende seizoen kon de club wel promotie afdwingen naar de hoogste klasse en won dat jaar ook de Berlijnse beker. Bij de terugkeer kon de club meteen de titel pakken en plaatste zich opnieuw voor de nationale eindronde. In de kwartfinale trad de club in het Berlijnse Olympiastadion aan voor 70.000 toeschouwers en kreeg een pikse pandoering van FC St. Pauli (7:0). Na een derde plaats werd de club in 1949/50 vicekampioen achter Tennis Borussia Berlin. De club zat intussen in crisis want de overkoepelende bond van de Sovjet-bezettingszone besloot dat de Oost-Berlijnse clubs niet meer in de Stadtliga mochten spelen maar in de Oost-Duitse competitie moesten gaan spelen. Uit protest werkte Oberschöneweide de resterende competitiewedstrijden af in West-Berlijn. Als vicekampioen mochten ze wel nog naar de nationale eindronde. De spelers kregen geen papieren om naar Kiel af te reizen om zo tegen Hamburger SV te spelen waarop het volledige team naar West-Berlijn verhuisde en alsnog tegen HSV speelde en verloor. Een tweetal weken later richtten de spelers in West-Berlijn de nieuwe club SC Union 06 Berlin op.

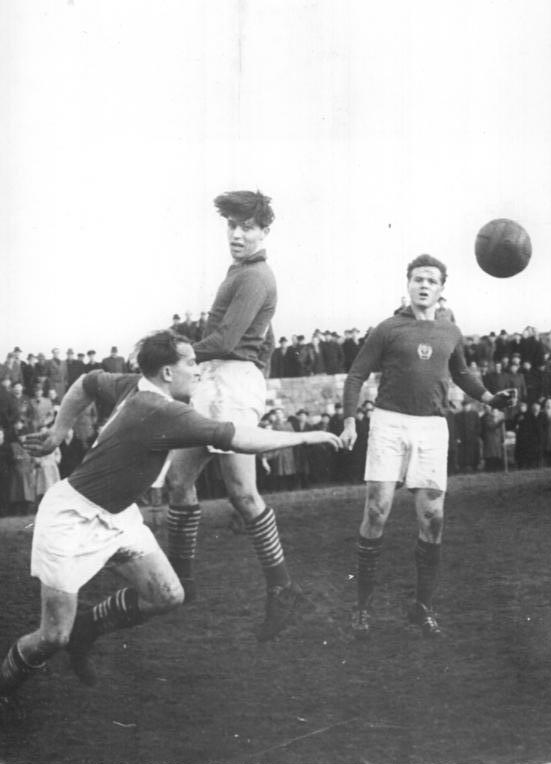
Scène uit 1957: Motor Berlin tegen Chemie Grünau-Schmöckwitz.

De clubleden die in Oost-Berlijn gebleven waren gingen verder, maar door het verlies van het eerste elftal was de club erg verzwakt. Als SG Union Oberschöneweide ging de club in de DDR-Oberliga spelen, de hoogste klasse van de Duitse Democratische Republiek (DDR). Met een vijftiende plaats op achttien clubs zou de club eigenlijk degraderen, maar de sportbond beslist dat er twee teams uit Oost-Berlijn in de hoogste klasse moesten blijven waardoor zowel Oberschöneweide als VfB Pankow gered werden. Voorwaarde was wel dat de clubs zouden veranderen in een BSG, zoals de meeste clubs. De club nam nu de naam BSG Motor Oberschöneweide aan en ook de traditionele blauw-witte clubkleuren veranderden in rood-wit. Een paar leden probeerden de oude club in leven te houden als SG Union Oberschöneweide. Na twee jaar in de Bezirksliga (derde klasse) fuseerden ze echter met SVgg Grünau. De club zakte naar de lagere reeksen en werd uiteindelijk in 1972 ontbonden.
In het tweede seizoen DDR-Oberliga ging het beter met een elfde plaats, echter in 1952/53 volgde een degradatie. Tijdens seizoen 1954/55 werd de club geïntegreerd in de sportclub SC Motor Berlin. In 1957 fuseerde deze club met enkele BSG's en werd zo TSC Oberschöneweide. In 1963 fuseerde deze club op zijn beurt op verzoek van de overheid om zo een burgerclub op te richten als tegengewicht voor legerclubs ASK Vorwärts Berlin en politieclub SC Dynamo Berlin, zo ontstond TSC Berlin.
De fans van de club hadden intussen de affiniteit met hun club verloren en tot aan de bouw van de Berlijnse Muur in 1961 gingen vele supporters nog naar de thuiswedstrijden van SC Union 06 Berlin kijken. Deze club speelde tot 1962 nog in de hoogste klasse terwijl de Oost-Berlijnse club al in de derde klasse speelde. In de jaren zestig speelde de club wel terug in de DDR-Liga en draaide mee met de top.
In 1966 werd de voetbalafdeling van TSC Berlin zelfstandig als 1. FC Union Berlin.

## Erelijst
Kampioen Brandenburg
1920, 1923
Vicelandskampioen
1923
Gauliga Berlin-Brandenburg
1940
Berliner Stadtliga
1948